# بولسار فيوجن
Pulsar Fusion هي شركة ناشئة مقرها المملكة المتحدة، متخصصة في تصميم محركات الصواريخ المتقدمة. قدمت الشركة تصميمين نموذجيين لمحركات صاروخية. يقع مقرها الرئيسي في بلتشلي، المملكة المتحدة. 

## تاريخ
أسس ريتشارد دينان شركة Pulsar Fusion في عام 2011 قامت بولسار باختبار أول محرك دفع للأقمار الصناعية يعمل بتأثير هول، محققًا سرعة عادم تبلغ 20 كم/ثانية.  في نوفمبر 2021، أجرت شركة Pulsar اختبارًا لمحركات صواريخ هجينة مصنوعة من مادة البولي إيثيلين وأكسيد النيتروز.  وتقول الشركة على موقعها الإلكتروني، اعتبارًا من أواخر عام 2022، إنها تعمل على تطوير محرك الاندماج المباشر .
اعتبارًا من يناير 2024، تعمل شركة Pulsar على تطوير صاروخ يعمل بتقنية الاندماج النووي، والذي سيكون قادرًا على الوصول إلى سرعة 500 ألف ميل في الساعة. هذا الصاروخ سيتيح إمكانية الوصول إلى المريخ في نصف الوقت المعتاد.   تخطط شركة بولسار لإطلاق الصاروخ بحلول عام 2027. 